# Megaselia chaetocera
Megaselia chaetocera är en tvåvingeart som beskrevs av Borgmeier 1964. Megaselia chaetocera ingår i släktet Megaselia och familjen puckelflugor.
Artens utbredningsområde är Kalifornien. Inga underarter finns listade i Catalogue of Life.